# 山崎遥香
山崎 遥香（やまざき はるか）は、日本で活動するミュージカル俳優である。出生地は千葉県流山市で出身地は千葉県柏市。劇団四季所属。

## 来歴
千葉県流山市で生まれ、小学3年生の時に観劇したキャッツをきっかけにミュージカルに興味をも持つ。小学4年の時に柏市に移住し、柏市立高柳中学校卒業後は東放学園高等専修学校へ進学した。
2016年に劇団四季研究所生オーデイションに合格し、同年劇団四季研究所へ入所する。同年7月8日に大阪四季劇場で上演されていたキャッツ大阪公演昼の部のボンバルリーナ役で初舞台出演を果たした

## 主な出演作品
- キャッツ（ボンバルリーナ）
- パリのアメリカ人（アンサンブル）
- ロボット・イン・ザ・ガーデン（リジー）
- ノートルダムの鐘(エスメラルダ)